# 1967 en Bretagne
 Chronologie de la Bretagne
- 1963
- 1964
- 1965
- 1966
- 1967
- 1968
- 1969
- 1970
- 1971

Cette page recense des événements qui se sont produits durant l'année 1967 en Bretagne.

## Société

### Faits sociétaux
- 18 mars : Le pétrolier Torrey Canyon, chargé de 119 000 tonnes de pétrole, s'échoue entre les îles Scilly et la côte britannique[1].

### Catastrophes
- 18 mars : Naufrage du Torrey Canyon et première grande pollution des plages de Bretagne.

## Économie
- Mise en service de la centrale nucléaire des Monts d'Arrée située sur les communes de Brennilis et Loqueffret. Il s'agit d'un réacteur à eau lourde refroidi au gaz de 70 MW.

## Culture

### Langue bretonne
- Pétition de 150 000 signatures par Emgleo Breiz en faveur de l'enseignement du breton[2].

## Infrastructures

### Constructions
- Début des travaux de la base sous-marine de l'Île Longue à Crozon (Finistère).

### Fermetures
- Fermeture du Réseau breton, réseau ferroviaire secondaire.